# مشاش عوض
مشاش عوض، هي مركز من فئة (أ) تقع شمال محافظة المجمعة، والتابعة لمنطقة الرياض في السعودية. وتبعد مشاش عوض عن محافظة المجمعة بمسافة تقارب (90) كم.